# جووانی فرانچسکی
جووانی فرانچسکی (به انگلیسی: Giovanni Franceschi) (زادهٔ ۲۵ آوریل ۱۹۶۳) شناگر اهل ایتالیا بود.